# سیمرغ (مجموعه تلویزیونی)
سیمرغ مجموعه تلویزیونی به کارگردانی حسین قاسمی جامی، محصول سال ۱۳۷۱ شبکهٔ ۱ است. این مجموعه تلویزیونی روایت‌گر زندگی دو تن از خلبانان هوانیروز ارتش جمهوری اسلامی ایران یعنی احمد کشوری و علی‌اکبر شیرودی است.
جن میقولی